# Xã Salina, Quận Kankakee, Illinois
Xã Salina (tiếng Anh: Salina Township) là một xã thuộc quận Kankakee, tiểu bang Illinois, Hoa Kỳ. Năm 2010, dân số của xã này là 1.396 người.